# فرودگاه ادمونتون/کوکینگ لیک
فرودگاه ادمونتون/کوکینگ لیک (به انگلیسی: Edmonton/Cooking Lake Airport) یک فرودگاه همگانی است که یک باند فرود آسفالت دارد. این فرودگاه در شهر ادمونتون کشور کانادا قرار دارد .